# Більшівцівська селищна рада
Більшівцівська се́лищна ра́да — адміністративно-територіальна одиниця та орган місцевого самоврядування в Галицькому районі Івано-Франківської області. Адміністративний центр — селище міського типу Більшівці.

## Загальні відомості
Більшівцівська селищна рада утворена в 1940 році.
- Територія ради: 18,661 км²
- Населення ради: 2831 особа (станом на 2001 рік)
- Територією ради протікає річка Гнила Липа

## Населені пункти
Селищній раді підпорядковані населені пункти:
- смт Більшівці — населення 2 254 чол.; площа 12,830 кв.км; засн. в XV ст.
- с. Слобідка Більшівцівська — населення 577 чол.; площа 5,834 кв.км;

## Склад ради
Рада складається з 20 депутатів та голови.
- Голова ради: Саноцький Василь Павлович
- Секретар ради: Вітовська Олександра Іванівна

### Керівний склад попередніх скликань
| Прізвище, ім'я, по батькові | Основні відомості                                                                                              | Дата обрання | Дата звільнення |
| --------------------------- | --- | ------------ | --------------- |
| Грибик Роман Олексійович    | Селищний голова, 1958 року народження, безпартійний                                                            | 26.03.2006   | 31.10.2010      |
| Саноцький Василь Павлович   | Селищний голова, освіта вища, член Конгресу Українських Націоналістів, ПП «Мастак сервіс», інженер будівельник | 31.10.2010   |                 |

Примітка: таблиця складена за даними сайту Верховної Ради України та ЦВК

### Депутати
За результатами місцевих виборів 2010 року депутатами ради стали:

#### За суб'єктами висування
| Суб'єкт висування                                       | Кількість обраних депутатів | %  |
| ------------------------------------------------------- | --------------------------- | -- |
| Самовисування                                           | 19                          | 95 |
| Політична партія Всеукраїнське об'єднання «Батьківщина» | 1                           | 5  |

#### За округами
| № округу                                                | Прізвище, ім'я, по батькові     | Дата визнання обраним | Освіта             | Партійна приналежність                        | Відомості про обраного депутата                             |
| ------------------------------------------------------- | ------------------------------- | --------------------- | ------------------ | --------------------------------------------- | ----------------------------------------------------------- |
| Політична партія Всеукраїнське об'єднання «Батьківщина» |                                 |                       |                    |                                               |                                                             |
| 3                                                       | Качковська Наталія Нечипорівна  | 01.11.2010            | вища               | член Всеукраїнського об'єднання «Батьківщина» | Національний заповідник «Древній Галич», вчений секретар    |
| Самовисування                                           |                                 |                       |                    |                                               |                                                             |
| 1                                                       | Костецька Люба Миколаївна       | 01.11.2010            | середня спеціальна | позапартійна                                  | Більшівцівська селищна рада, голов-ний бухгалтер            |
| 2                                                       | Ожгевич Михайло Григорович      | 01.11.2010            | середня спеціальна | позапартійний                                 | ВАТ «Івано-Франківськцемент»                                |
| 4                                                       | Перепічка Василь Ярославович    | 01.11.2010            | середня спеціальна | позапартійний                                 | Галицька виправна колонія № 128, інспектор                  |
| 5                                                       | Голод Олександра Дмитрівна      | 01.11.2010            | вища               | позапартійна                                  | ВАТ"Більшівціриба", головний бухгалтер                      |
| 6                                                       | Костюк Анна Йосифівна           | 01.11.2010            | середня спеціальна | позапартійна                                  | група «ТАС», спеціаліст                                     |
| 7                                                       | Навальний Дмитро Дмитрович      | 01.11.2010            | вища               | позапартійний                                 | тимчасово не працює                                         |
| 8                                                       | Вітовська Олександра Іванівна   | 01.11.2010            | вища               | позапартійна                                  | Більшівцівська селищна рада, спеціаліст                     |
| 9                                                       | Перегінець Оксана Михайлівна    | 01.11.2010            | вища               | позапартійна                                  | тимчасово не працює                                         |
| 10                                                      | Вітовський Олег Іванович        | 01.11.2010            | середня спеціальна | позапартійний                                 | Бурштинська теплова електрична станція, спеціаліст          |
| 11                                                      | Кашлюк Софія Григорівна         | 01.11.2010            | вища               | позапартійна                                  | приватний підприємець                                       |
| 12                                                      | Кашлюк Віталій Ярославович      | 01.11.2010            | середня            | позапартійний                                 | тимчасово не працює                                         |
| 13                                                      | Кашлюк Наталія Миколаївна       | 01.11.2010            | вища               | позапартійна                                  | Слобідка-Більшівцівська бібліотека, бібліотекар             |
| 14                                                      | Назаркевич Микола Володимирович | 01.11.2010            | середня            | позапартійний                                 | тимчасово не працює                                         |
| 15                                                      | Зелінський Михайло Казимирович  | 01.11.2010            | вища               | позапартійний                                 | агрофірма «Бовшівська», бригадир                            |
| 16                                                      | Король Іван Йосипович           | 01.11.2010            | середня спеціальна | позапартійний                                 | фермерське господарство, голова                             |
| 17                                                      | Николин Ігор Степанович         | 01.11.2010            | вища               | позапартійний                                 | районне відділення земельних ресурсів, провідний спеціаліст |
| 18                                                      | Дубовик Ігор Ілліч              | 01.11.2010            | середня спеціальна | позапартійний                                 | тимчасово не працює                                         |
| 19                                                      | Сачавський Віктор Любомирович   | 01.11.2010            | вища               | позапартійний                                 | Бурштинська теплова електрична станція                      |
| 20                                                      | Ходак Петро Богданович          | 01.11.2010            | середня спеціальна | позапартійний                                 | приватний підприємець                                       |